# Sorten Muld
 Ikke at forveksle med jernalderbopladsen Sorte Muld
Sorten Muld er et dansk band, som spiller en kombination af skandinavisk folkemusik og elektronisk musik. Bandet blev grundlagt i 1995 af Ulla Bendixen, Martin Ottosen og Henrik Munch, og de har vundet to priser ved Danish Music Awards for deres album Mark II fra 1997. Blandt gruppens mest kendte og populære sange er "Ravnen", "Venelite" og "Vølven".
Sorten Muld har udgivet tre album og én EP, og de har skrevet musik til musikforestillingen Tragica 3.0 og danseforestillingen ...og hvem har du favnet i natten.... Gruppens andet album efter Mark II var koncept-albummet Jord, Luft, Ild, Vand, der udkom i 2002 til DGI-Landstævnet.
Gruppen holdt herefter en pause, indtil de i 2011 begyndte at spille koncerter igen. I 2015 meddelte de, at de var parate til at skrive nyt materiale. I maj 2021 udkom Mark IV - lånt tid, næsten 20 år efter deres foregående album.

## Historie

### 1995-1999: Opstart ogMark II
Sorten Muld blev etableret i 1995, da Ulla Bendixen af Aarhus Kommune blev inviteret til at deltage i et projekt kaldet Futurepop i forbindelse med Kulturby 96. Ideen var at kombinere nordiske ballader fra middelalderen med elektronisk musik. Hendes kæreste, Martin Ottosen, der var arkitekt, sluttede sig til, og sammen begyndte de at researche i techno- og folkemusik, som ingen af dem kendte meget til. De gav deres projekt arbejdstitlen Sorten Muld. Deres første sang blev en fortolkning af "Jeg gik mig ud en sommerdag", og dette var med til at få Henrik Munch til at slutte sig til dem. De udgav deres selvbetitlede debut-EP i 1996 og havde deres debutkoncert på færgen Kronborg i København i forbindelse med Kulturby 96. Ved denne koncert medvirkede Bendixen dog ikke, da hun netop havde født. I stedet var en af bandets venner med som sanger.
Sorten Muld fortsatte samarbejdet og fremstillede nyt materiale til et helt studiealbum. De fik kontrakt med Pladecompagniet, der var købt af Sony Music få år inden. I august 1997 udkom deres debutalbum, Mark II, hvilket blev fejret med en udendørs koncert på Bispetorv i Aarhus. I Norge og Sverige blev det udgivet på Silence Records. Albummet blev godt modtaget af både anmeldere og publikum og solgte over 40.000 eksemplarer. I musikmagasinet GAFFA modtog det 5/6 stjerner, mens AllMusic gav 3/5. Singlen "Bonden og Elverpigen" nåede #15 på Tjeklisten. De optrådte på Roskilde Festival dette år. I 1997 modtog gruppen prisen for Årets musikalske original ved GAFFA-prisen.
Ved Danish Music Awards i 1998 var Sorten Muld nomineret i otte kategorier og vandt to priser for henholdsvis "Årets Danske Techno Udgivelse" og "Årets Producer". De optrådte på både Midtfyns, Skanderborg og Roskilde Festival i 1998.
Samtidig med de mange koncerter i 1998 skrev Sorten Muld nyt materiale til musikforestillingen Tragica 3.0, som blev opført i september under Aarhus Festuge. I 1999 var Sorten Muld på listen over de 100 bedste udgivelser på handelssiden Amazon.com.

### 2000-2011:III,Jord, Luft, Ild, Vandog dvale
I 2000 skrev bandet musikken til danseforestillingen ...og hvem har du favnet i natten..., der blev opført i København og Aarhus. Der blev produceret syv nye sange, mens de resterende fem stammede fra Mark II og Tragica 3.0. Forestillingen blev godt modtaget af anmelderne, og selvom man oprindeligt havde regnet med kun at sælge omkring 50 % af billetterne, nåede man at få næsten udsolgt.
Gruppens tredje udgivelse, III, udkom den 6. september 2000. Ligesom det foregående album modtog det 5 ud af 6 stjerner i GAFFA og 3/5 hos AllMusic. I 2001 modtog gruppen folkehøjskolernes musikpris kaldet "Folkelige Sangs Pris".
I 2002 udkom bandets første konceptalbum kaldet Jord, Luft, Ild, Vand, der primært var et instrumentalalbum, der omhandlede de fire elementer. Albummet var bestilt af DGIs landsstævne på Bornholm. Det blev udgivet af dem selv, og blev kun sat til salg via deres hjemmeside. Jord, Luft, Ild, Vand blev ikke modtaget nær så godt, som gruppens tidligere album. Gruppen spillede derpå koncerter i nogle år, indtil den fra 2006 gik i dvale. Ulla Bendixen arbejdede derefter som sygeplejerske, Martin Ottosen som efterskolelærer og Henrik Munch som producer, underviser, komponist (blandt andet til filmen Kongekabale). Bendixen og Ottosen har desuden fire børn sammen.

### 2011-nu: genopståen ogMark IV
I 2011 genopstod gruppen efter seks års pause. Bendixen sagde dog "Vi kommer ikke med nyt materiale i denne omgang", og de lagde ud med at spille tre koncerter i april og maj, og senere på året spillede de atter en koncert på Tønder Festival i 2012. I 2014 spillede de i Musikhuset Posten i Odense, i Amager Bio i København og på VoxHall i Aarhus.
I februar 2015 annoncerede gruppen, at de var klar til at skrive ny musik. De lancerede projektet "Drømmespor", hvor de indsamlede folks drømme via en hjemmeside, hvor man kan skrive om sine drømme. Ideen er at de kan bruge det som udgangspunkt til nye sange. Sorten Muld lagde sig ikke fast på den musikalske struktur, men udtalte at de ville fortsætte deres lydunivers, om hvilket Ottoson sagde at "Vi kan rigtigt godt lide at arbejde med blandingen af det elektroniske og det akustiske – at vi kan få computeren til at lyde lidt af harpiks, træ og kattestrenge". Gruppen havde ikke bestemt sig for en endelig udgivelsesdato, og udtalte at den ville udkomme "I 2016, måske – 20-året for vores start. Eller i 2017 – 20-året for vores debut-cd". Der kom dog ikke umiddelbart en ny udgivelse ud af dette.
I januar 2020 lancerede Sorten Muld en Kickstarter-kampagne for et kommende album med arbejdstitlen Mark IV – lånt tid. Det skete som opfølgning på nogle succesfulde koncerter i efteråret 2019. "Der opstår et særligt bånd mellem os og publikum når vi er ude og spille. Det er er også en af grundene til, at vi tør kaste os ud i en crowdfunding-kampagne", udtalte Martin Ottosen. Kampagnen blev fuldt finansieret 26. januar 2021. Albummet udkom den 13. maj 2021 og fik gode anmeldelser.

## Musik
Sorten Mulds musik er karakteriseret ved en flydende lyd af folkemusikinstrumenter som sækkepiber, fløjter, violiner blandet med elektronisk musik og dramatiske tekster. Visse af numrene på Mark II er up-beat med kun få tekster og kunne også karakteriseres som dance eller techno.
Teksterne er gamle historier fra dansk folkehistorie, der handler om jalousi, mord, mytologi og mystiske væsner.
Som inspiration til deres sange har de brugt gamle folkeviser, som de har fundet i Danmarks gamle folkeviser af Svend Grundtvig, Danske folkeviser: Et hundrede udvalgte danske viser af Jørgen Lorenzen, De forsvundne – hedens sidste fortællere af Palle Ove Kristensen og Gamle kildevæld – portrætter af danske eventyrfortællere og visesangere fra århundredeskiftet af Evald Tang Kristensen og Peter Olsen.
I "Kirstin" fra Mark II serverer en fader et måltid for sin datter bestående af hendes kærestes hjerte. "Venelite" fra samme album handler om en bjergkonge der bortfører en pige og giver hende noget at drikke, som får hende til at glemme sine forældre.
I "Ulver" fra III tager en mand sin kæreste ind i skoven for at slå hende ihjel og begrave hende. Han falder i søvn og hun skærer ham i stykker med hans eget sværd.

## Anerkendelse
I GAFFAs 25 jubilæumsudgave i 2008 blev Sorten Mulds andet album, Mark II, listet som et af de fem vigtigste albums, der var udgivet i 1997. Sangen "Ravnen" var også blandt de sange, som musikmagasinet vurderede var blandt årets vigtigste numre.
Gruppen fik prisen Årets musikalske original ved GAFFA-prisen i 1997.
Ved Danish Music Awards i 1998 blev Sorten Muld nomineret til otte kategorier; "Årets Danske Band", "Årets Danske Sangerinde" (Ulla Bendixen), "Årets Danske Album", "Årets Nye Danske Navn", "Årets Danske Hit", "Årets Danske Techno Udgivelse", "Årets Danske Producer", "Årets Danske Cover". Gruppen vandt de to priser "Årets Danske Techno Udgivelse" og "Årets Producer".
III fra 2000 blev ligesom Mark II listet blandt årets vigtigste udgivelse i GAFFAs jubilæumsnummer i 2008. Nummeret "Vølven", der kom fra dette album, var på listen over årets vigtigste sange.
I 2001 modtog gruppen "Folkelige Sangs Pris", som bliver uddelt af folkehøjskolerne.
I 2003 blev "Ravnen" indspillet af den danske middelaldertrio Truppo Trotto på deres album Månemælk.

## Medlemmer
- Ulla Bendixen: Sang
- Martin Ottosen: Tangenter og elektronik
- Henrik Munch: Tangenter og elektronik

Derudover har følgende spillet med i orkesteret:
- Søren Bendixen: Guitar
- Harald Haugaard: Violin, drejelire
- Johannes Hejl: Kontrabas
- Niels Kilele: Percussion
- Tommy Nissen: Trommer
- Martin Seeberg: Sækkepibe, fløjter m.m.

## Diskografi

### Album
- Sorten Muld (EP) - 1996
- Mark II – august 1997, Sony Music
- III – september 2000, Sony Music
- Jord, Luft, Ild, Vand - 2002
- Mark IV - lånt tid - 13. maj 2021

### Singler
- "Ravnen" (1997)
- "Bonden og Elverpigen" (1997)
- "Som stjernerne på himlens blå" (1997)
- "Venelite" (1998)
- "Mylardatter" (1998)
- "Vølven" (2000)
- "Glød/Gylden glød" (2020) - with AySay
- "Sangen om jorden" (2021)
- "Venelite II" (2021)
- "Under månens blanke tæppe" (2021)